# Tubulicium junci-acuti
Tubulicium junci-acuti är en svampart som beskrevs av Boidin & Gaignon 1992. Tubulicium junci-acuti ingår i släktet Tubulicium och familjen Hydnodontaceae.   Inga underarter finns listade i Catalogue of Life.